# Interviews with Monster Girls
Interviews with Monster Girls (亜人ちゃんは語りたい?, Demi-chan wa kataritai, lett. "I demi vogliono parlare") è un manga scritto e disegnato da Petos, serializzato sul Young Magazine the 3rd di Kōdansha dal 5 settembre 2014 al 6 aprile 2021 per poi spostarsi su Shin Monthly Young dal 20 maggio dello stesso anno fino alla conclusione avvenuta il 19 dicembre 2022. Un adattamento anime, prodotto da A-1 Pictures, è stato trasmesso in Giappone tra il 7 gennaio e il 25 marzo 2017.

## Trama
La serie è ambientata in un'epoca in cui gli "ajin" (亜人? lett. "semi-umani"), più comunemente noti come "demi", hanno iniziato ad adattarsi lentamente alla società umana. Tetsuo Takahashi, un insegnante di biologia, decide di insegnare a tre demi nella speranza di imparare più cose su di loro mentre cerca di attirare la loro attenzione.

## Personaggi
Tetsuo Takahashi (高橋 鉄男?, Takahashi Tetsuo)
Doppiato da: Jun'ichi Suwabe
Il protagonista della serie. È un insegnante di biologia affascinato dai demi, che vuole scoprirne di più sul loro conto. Di tanto in tanto viene chiamato "Iron Man" dai suoi studenti, un gioco di parole sul suo fisico muscoloso e il suo nome. Mentre impara a conoscere i Demi, inizia a capire i problemi che affrontano, sia come adolescenti che come demi, e si sforza di aiutarli in ogni modo possibile.
Hikari Takanashi (小鳥遊 ひかり?, Takanashi Hikari)
Doppiata da: Kaede Hondo
Una vampira che di solito evita di mordere il collo alle persone, in quanto il governo le dona sacche di sangue per sopravvivere, e qualche volta beve il succo di pomodoro come sostituto del sangue. Al contrario delle credenze ama l'aglio, seppur non gradisca le luci troppo forti e le alte temperature, data la sua natura. Ogni tanto ha l'impulso di mordicchiare qualcuno, di solito sua sorella, per evitare che i denti le prudano. Nonostante la sua natura poco formale, si sforza spesso di aiutare chi ne ha bisogno.
Kyōko Machi (町 京子?, Machi Kyōko)
Doppiata da: Minami Shinoda
Una timida dullahan la cui testa è sempre staccata dal resto del corpo, dove spunta invece una fiammella verdognola nel punto in cui dovrebbe trovarsi il collo. La fiamma non brucia, ma se viene sfiorata Kyōko avverte la sensazione che i nervi del "collo" le facciano male. Inoltre la fiamma "arde" più intensamente o meno in base alle sue emozioni, come rabbia o felicità. Siccome non può spostare la testa da sola, è costretta a fare affidamento sugli altri, e anche per questo odia la solitudine e ha bisogno di stare in contatto con gli altri. In particolare le piace farsi abbracciare la testa. Sviluppa una cotta per Tetsuo, per via della sua natura gentile e premurosa. Inizialmente aveva difficoltà a fare amicizia perché la gente trovava imbarazzante parlare con lei senza fissare la sua testa distaccata, nonostante la sua stessa accettazione del concetto e il desiderio di scherzarci su. Per inciso, le procedure mediche hanno dimostrato che possiede un collo, che collega la bocca allo stomaco e ai polmoni, ma in qualche modo esiste in un altro spazio dimensionale e funge da "tunnel spaziale" tra la testa e il corpo. Tra le uniche tre studentesse Demi della scuola sarebbe la più alta, se non fosse per la testa separata dal corpo.
Yuki Sukasabe (日下部 雪?, Sukasabe Yuki)
Doppiata da: Shiina Natsukawa
Una yuki-onna il cui corpo è sempre freddo. A volte diffonde aria fredda mentre sperimenta emozioni negative come stress e tristezza ed è suscettibile al calore. Inizialmente odia la sua natura demi per paura di ferire gli altri, ma grazie a Tetsuo scopre che le sue abilità si limitano a congelare lacrime e sudore. È anche segretamente un'appassionata di manga comici vecchio stile.
Sakie Satō (佐藤 早紀絵?, Satō Sakie)
Doppiata da: Yōko Hikasa
Una succube che lavora come insegnante di matematica. A causa dell'afrodisiaco prodotto dal suo corpo, prende sempre alcune precauzioni per evitare di sedurre i suoi studenti maschi inavvertitamente, come indossare una tuta da ginnastica per nascondere il suo corpo e prendere i primi treni per evitare le folle in cui sono presenti uomini, anche se finisce lei stessa per innamorarsi di Tetsuo.
Himari Takanashi (小鳥遊 ひまり?, Takanashi Himari)
Doppiata da: Lynn
La sorella gemella minore di Hikari. Nonostante i propri legami di sangue, è una normale essere umana. È molto più seria e posata di sua sorella, sia come persona che come studentessa. Cerca spesso di far diventare la sorella più matura, fallendo ogni volta. Nonostante i loro battibecchi continui, si preoccupano l'una dell'altra e hanno molte somiglianze e gusti simili nel cibo e nella moda.

## Media

### Manga
Il manga, scritto e disegnato da Petos, è stato serializzato sulla rivista Young Magazine the 3rd di Kōdansha dal 5 settembre 2014 al 6 aprile 2021 per poi spostarsi su Shin Monthly Young Magazine dal 20 maggio successivo dove si è concluso il 19 dicembre 2022. Il primo volume tankōbon è stato pubblicato il 6 marzo 2015 e al 20 febbraio 2023 ne sono stati messi in vendita in tutto undici. In America del Nord i diritti sono stati acquistati da Kodansha Comics USA.

#### Volumi
| Nº | Data di prima pubblicazione | Data di prima pubblicazione | Data di prima pubblicazione |
| Nº | Giapponese                  | Giapponese                  |                             |
| -- | --------------------------- | --------------------------- | --------------------------- |
| 1  | 6 marzo 2015                | ISBN 978-4-06-382578-7      |                             |
| 2  | 4 settembre 2015            | ISBN 978-4-06-382669-2      |                             |
| 3  | 18 marzo 2016               | ISBN 978-4-06-382757-6      |                             |
| 4  | 20 settembre 2016           | ISBN 978-4-06-382852-8      |                             |
| 5  | 20 aprile 2017              | ISBN 978-4-06-382942-6      |                             |
| 6  | 18 maggio 2018              | ISBN 978-4-06-511284-7      |                             |
| 7  | 18 aprile 2019              | ISBN 978-4-06-515281-2      |                             |
| 8  | 20 febbraio 2020            | ISBN 978-4-06-517859-1      |                             |
| 9  | 19 novembre 2020            | ISBN 978-4-06-521376-6      |                             |
| 10 | 18 novembre 2021            | ISBN 978-4-06-525878-1      |                             |
| 11 | 20 febbraio 2023            | ISBN 978-4-06-529800-8      |                             |

### Anime
Annunciato nel settembre 2016, un adattamento anime, prodotto da A-1 Pictures e diretto da Ryō Andō, è andato in onda dal 7 gennaio al 25 marzo 2017. Le sigle di apertura e chiusura sono rispettivamente Original. (オリジナル。?, Orijinaru.) delle TrySail e Fairy Tale (フェアリーテイル?, Fearī Teiru) dei Sangatsu no phantasia. In tutto il mondo, ad eccezione dell'Asia, gli episodi sono stati trasmessi in streaming in simulcast, anche coi sottotitoli in italiano, da Crunchyroll. Un episodio OAV sarà pubblicato in allegato al settimo e ultimo volume BD/DVD dell'edizione home video della serie il 27 settembre 2017 ed è stato trasmesso in anteprima da Crunchyroll dal 30 giugno 2017.

#### Episodi
| Nº  | Titolo italiano Giapponese 「Kanji」 - Rōmaji                                                        | In onda           | In onda |
| Nº  | Titolo italiano Giapponese 「Kanji」 - Rōmaji                                                        | Giapponese        |         |
| 1   | Tetsuo Takahashi vuole intervistare 「高橋鉄男は語りたい」 - Takahashi Tetsuo wa kataritai           | 7 gennaio 2017    |         |
| 2   | La dullahan vuole essere coccolata 「デュラハンちゃんは甘えたい」 - Dyurahan-chan wa amaetai         | 14 gennaio 2017   |         |
| 3   | La succube è un'adulta in tutto e per tutto 「サキュバスさんはいい大人」 - Sakyubasu-san wa ii otona | 21 gennaio 2017   |         |
| 4   | Tetsuo Takahashi vuole proteggere 「高橋鉄男は守りたい」 - Takahashi Tetsuo wa mamoritai             | 28 gennaio 2017   |         |
| 5   | La donna delle nevi è fredda 「雪女ちゃんは冷たい」 - Yuki onna-chan wa tsumetai                     | 4 febbraio 2017   |         |
| 6   | Le sorelle Takanashi sono inconfondibili 「小鳥遊姉妹は争えない」 - Takanashi shimai wa arasoenai    | 11 febbraio 2017  |         |
| 7   | La succube è confusa 「サキュバスさんはいぶかしげ」 - Sakyubasu-san wa ibukashige                    | 18 febbraio 2017  |         |
| 8   | Le demi vogliono studiare 「亜人ちゃんは学びたい」 - Demi-chan wa manabitai                          | 25 febbraio 2017  |         |
| 9   | Le demi vogliono sperimentare 「亜人ちゃんは試したい」 - Demi-chan wa tameshitai                     | 4 marzo 2017      |         |
| 10  | La dullahan attraversa il tempo e lo spazio 「デュラハンは時空を超えて」 - Dyurahan wa jikū o koete  | 11 marzo 2017     |         |
| 11  | Le demi vogliono sostenere 「亜人ちゃんは支えたい」 - Demi-chan wa sasaetai                          | 18 marzo 2017     |         |
| 12  | Le demi vogliono nuotare 「亜人ちゃんは泳ぎたい」 - Demi-chan wa oyogitai                            | 25 marzo 2017     |         |
| OAV | |                   |         |
| 13  | Le vacanze estive delle demi 「亜人ちゃんの夏休み」 - Demi-chan no natsuyasumi                       | 27 settembre 2017 |         |

## Accoglienza
A settembre 2016, i tre volumi della serie hanno venduto un totale complessivo di 550 000 copie. A dicembre 2016, la serie aveva oltre 1,1 milioni di copie stampate.
Il secondo volume si è classificato al tredicesimo posto delle classifiche manga Oricon durante la sua prima settimana, vendendo 39 876 copie. È sceso al quattordicesimo posto nella seconda settimana, vendendo altre 32 283 copie. Il terzo numero si è classificato ventunesimo, vendendo 55 907 copie nella prima settimana.
La serie è stata candidata al quarantunesimo Premio Kodansha per i manga nella categoria generale.
Theron Martin di Anime News Network ha pubblicato una recensione positiva riguardante la serie anime uscita nel 2018. Ha elogiato l'adorabile cast principale (individuando sia Tetsuo che Hikari come punti salienti), l'attenzione ai dettagli della storia nella costruzione del mondo dei demi e l'aggiunta di un po' di filosofia quando interagisce con loro, concludendo che "Complessivamente, Interviews with Monster Girls offre un pacchetto divertente e talvolta premuroso che evita le insidie più squallide comuni al genere delle ragazze mostruose".
Interviews with Monster Girls è stato candidato come migliore slice of life ai Crunchyroll Anime Awards 2017, ma ha perso contro Shōjo shūmatsu ryokō.